# Menneus quasimodo
Espèce
Menneus quasimodo est une espèce d'araignées aranéomorphes de la famille des Deinopidae.

## Distribution
Cette espèce est endémique du Goldfields-Esperance en Australie-Occidentale,. Elle se rencontre à Norseman.

## Description
La femelle holotype mesure 8,8 mm.

## Étymologie
Son nom d'espèce lui a été donné en référence à Quasimodo.

## Publication originale
- Coddington, Kuntner & Opell, 2012 : Systematics of the spider family Deinopidae with a revision of the genus Menneus. Smithsonian Contributions to Zoology, no 636, p. 61 (texte intégral).